# 1869 (computerspel)
1869 is een strategie- en simulatiespel ontwikkeld en uitgegeven in 1992 door het Oostenrijkse Max Design (tegenwoordig bekend als Red Monkeys). Het is beschikbaar voor Amiga en DOS.

## Overzicht
Het spel speelt zich af in de 19e eeuw waar, op imperialistische wijze, grondstoffen uit kolonies in onderontwikkelde landen naar ontwikkelde landen worden vervoerd. Deze worden verwerkt tot producten om die met zo veel mogelijk winst te verkopen. De speler dient dit voor elkaar te krijgen door verschillende goederen te verhandelen bij havens over de gehele wereld.
Het spel is gebaseerd op historische feiten (zoals politieke en sociale gebeurtenissen) die in de loop van het spel de economische en politieke situatie beïnvloeden. Zo kan de speler bestolen worden bij het afleveren van goederen in een haven met een onstabiele politieke situatie.
Sommige goederen, bijvoorbeeld etenswaren maar ook zaken als katoen, kunnen vergaan en ze verschillen in houdbaarheid, iets waar de speler rekening mee moet houden. Ook kan de speler wapens verhandelen in oorlogsgebieden (met het risico om overvallen te worden).

## Platforms
| Platform | Jaar |
| -------- | ---- |
| Amiga    | 1992 |
| DOS      | 1992 |

## Ontvangst
| Beoordeeld door                      | Platform | Datum          | Score |
| ------------------------------------ | -------- | -------------- | ----- |
| Amiga Format                         | Amiga    | mei 1993       | 90%   |
| Amiga Joker                          | Amiga    | maart 1993     | 86%   |
| Amiga Format                         | Amiga    | november 1993  | 86%   |
| Amiga Joker                          | Amiga    | september 1992 | 85%   |
| Amiga Games                          | Amiga    | september 1992 | 84%   |
| Joker Verlag präsentiert: Sonderheft | DOS      | 1993           | 84%   |
| ASM (Aktueller Software Markt)       | Amiga    | juli 1992      | 83%   |
| ASM (Aktueller Software Markt)       | DOS      | juli 1992      | 83%   |
| PC Games (Duitsland)                 | DOS      | september 1992 | 74%   |
| Power Play                           | DOS      | augustus 1992  | 72%   |